# Casa Torniamenti
Casa Torniamenti è un palazzo di Milano, situato in via Petrella al civico 14.

## Storia e descrizione
Progettato dall'architetto Alfredo Campanini, fu completato nel 1899, e rappresenta uno dei primi edifici del liberty milanese, stile che si è sviluppato principalmente intorno alla zona di Porta Venezia e all'asse di Corso Buenos Aires.
Un aspetto particolare dell'edificio riguarda l'ampia volumetria, il palazzo infatti si presenta con la sua imponente facciata dove cotto e pietra si alternano in una composizione che vede l'inserimento di piastrelle a motivi geometrici o floreali che si inerpicano in una fascia continua sottogronda, impreziosita da inserti in ceramica riproducenti vivaci iris. Il cancello d'ingresso in ferro battuto, disegnato dallo stesso Campanini e realizzato dal maestro Alessandro Mazzucotelli, riprende i motivi floreali tipici della scultura liberty.